# Крёзье-ле-Вьё
Крёзье́-ле-Вьё (фр. Creuzier-le-Vieux) — коммуна во Франции, находится в регионе Овернь. Департамент коммуны — Алье. Входит в состав кантона Северный Кюссе. Округ коммуны — Виши.
Код INSEE коммуны — 03094.

## Население
Население коммуны на 2008 год составляло 3202 человека.
| 1962 | 1968 | 1975 | 1982 | 1990 | 1999 | 2008 |
| ---- | ---- | ---- | ---- | ---- | ---- | ---- |
| 1393 | 1535 | 1828 | 2153 | 2751 | 2960 | 3202 |

## Экономика
В 2007 году среди 2121 человека в трудоспособном возрасте (15—64 лет) 1498 были активны, 623 — неактивные (показатель активности 70,6 %, в 1999 году было 72,0 %). С 1498 активных работало 1397 человек (709 мужчин и 688 женщин), безработных было 101 (50 мужчин и 51 женщина). Среди 623 неактивных 187 человек было учащимися или студентами, 294 — пенсионеры, 142 были неактивными по другим причинам.

## Фотогалерея
- Церковь
- Военный мемориал
- Мост Бутирон